# Morti nel 2020/Luglio
| Questa pagina contiene informazioni ricavate automaticamente dalle voci biografiche con l'ausilio del template Bio e di un bot. L'aggiornamento è periodico e automatico e ricostruisce completamente la pagina. Se manca una persona in questa lista, sei pregato di non aggiungerla, ma accertati piuttosto che la sua voce biografica contenga il template Bio e che i dati anagrafici siano correttamente compilati. Se il template Bio manca, inseriscilo tu stesso o, in alternativa, metti l'avviso {{tmp\|Bio}} che ne segnala la mancanza. Se i dati riportati sono sbagliati, correggi direttamente la voce biografica; le modifiche saranno visibili in questa lista entro pochi giorni. Per chiarimenti vedi il progetto biografie. La lista contiene solo le 216 persone che sono citate nell'enciclopedia e per le quali è stato implementato correttamente il template Bio. Pagina aggiornata al 18 lug 2025. |

- 1º luglio - Mario Omar Méndez, calciatore uruguaiano (n. 1938)
- 1º luglio - Emmanuel Rakotovahiny, politico malgascio (n. 1938)
- 1º luglio - Georg Ratzinger, presbitero, organista e direttore di coro tedesco (n. 1924)
- 2 luglio - Paolo Cabras, politico italiano (n. 1931)
- 2 luglio - Nikolaj Girševič Kapustin, pianista e compositore sovietico (n. 1937)
- 2 luglio - Paolo Parrini, filosofo italiano (n. 1943)
- 2 luglio - Tilo Prückner, attore tedesco (n. 1940)
- 2 luglio - Kevin Rafferty, regista e produttore cinematografico statunitense (n. 1947)
- 3 luglio - Earl Cameron, attore britannico (n. 1917)
- 3 luglio - Abraham Eidlin, cestista uruguaiano (n. 1927)
- 3 luglio - Saroj Khan, coreografa indiana (n. 1948)
- 3 luglio - Mario Lamagna, pugile italiano (n. 1941)
- 3 luglio - Ardico Magnini, calciatore e allenatore di calcio italiano (n. 1928)
- 3 luglio - Francis Nadeem, presbitero pakistano (n. 1955)
- 3 luglio - Bill Stricker, cestista e allenatore di pallacanestro statunitense (n. 1948)
- 3 luglio - Leonardo Villar, attore brasiliano (n. 1923)
- 4 luglio - Angelo Fagiani, arcivescovo cattolico italiano (n. 1943)
- 4 luglio - Ronnie e Donnie Galyon, statunitense (n. 1951)
- 4 luglio - Matthew Farhang Mohtadi, tennista e cestista iraniano (n. 1926)
- 4 luglio - Seninho, calciatore portoghese (n. 1949)
- 4 luglio - Silvano Silvi, cantante italiano (n. 1936)
- 5 luglio - Fiorenza Bassoli, politica italiana (n. 1948)
- 5 luglio - Ismael Bonilla, pilota motociclistico spagnolo (n. 1978)
- 5 luglio - Nick Cordero, attore canadese (n. 1978)
- 5 luglio - Ayatullah Durrani, politico pakistano (n. 1956)
- 5 luglio - Cleveland Eaton, contrabbassista, musicista e produttore discografico statunitense (n. 1939)
- 5 luglio - Carlo Flamigni, medico e scrittore italiano (n. 1933)
- 5 luglio - Willi Holdorf, multiplista tedesco (n. 1940)
- 5 luglio - Mauro Mellini, avvocato, politico e saggista italiano (n. 1927)
- 5 luglio - Volodymyr Troškin, calciatore sovietico (n. 1947)
- 5 luglio - Mahendra Yadav, politico indiano
- 6 luglio - Charlie Daniels, compositore, violinista e chitarrista statunitense (n. 1936)
- 6 luglio - Ronald Graham, matematico statunitense (n. 1935)
- 6 luglio - Juris Kronbergs, poeta, traduttore e musicista lettone (n. 1946)
- 6 luglio - Mary Kay Letourneau, insegnante statunitense (n. 1962)
- 6 luglio - Ennio Morricone, compositore, direttore d'orchestra e arrangiatore italiano (n. 1928)
- 6 luglio - Zdzisław Myrda, cestista e allenatore di pallacanestro polacco (n. 1951)
- 6 luglio - Joe Porcaro, percussionista e batterista statunitense (n. 1930)
- 6 luglio - Hans-Christoph Schmitt, teologo tedesco (n. 1941)
- 6 luglio - Tsunekichi Suzuki, cantautore, attore e compositore giapponese (n. 1954)
- 7 luglio - Lorenzo Arruga, critico musicale, critico teatrale e compositore italiano (n. 1937)
- 7 luglio - Dannes Coronel, calciatore ecuadoriano (n. 1973)
- 7 luglio - Gilbert Doucet, rugbista a 15 e allenatore di rugby a 15 francese (n. 1956)
- 7 luglio - Guillermo Fleming, calciatore peruviano (n. 1934)
- 7 luglio - Elizabeth Harrower, scrittrice e giornalista australiana (n. 1928)
- 7 luglio - Roger Vonlanthen, calciatore e allenatore di calcio svizzero (n. 1930)
- 7 luglio - Vincenzo Zadel, calciatore jugoslavo (n. 1937)
- 7 luglio - Khalid bin Sa'ud Al Sa'ud, principe e militare saudita (n. 1926)
- 8 luglio - Amadou Gon Coulibaly, politico ivoriano (n. 1959)
- 8 luglio - Norbert Hof, calciatore austriaco (n. 1944)
- 8 luglio - Jagdeep, attore indiano (n. 1939)
- 8 luglio - Finn Christian Jagge, sciatore alpino norvegese (n. 1966)
- 8 luglio - Panagiōtīs Manias, cestista e giocatore di bridge greco (n. 1932)
- 8 luglio - Wayne Mixson, politico statunitense (n. 1922)
- 8 luglio - Alex Pullin, snowboarder australiano (n. 1987)
- 8 luglio - Naya Rivera, attrice e cantante statunitense (n. 1987)
- 8 luglio - Flossie Wong-Staal, virologa e biologa cinese (n. 1946)
- 8 luglio - Jelko Yuresha, ballerino e coreografo croato (n. 1937)
- 9 luglio - Giovanni Bortot, politico e partigiano italiano (n. 1928)
- 9 luglio - Eric Keck, sciatore alpino statunitense (n. 1968)
- 9 luglio - Antonio Krăstev, sollevatore bulgaro (n. 1961)
- 9 luglio - Park Won-soon, politico sudcoreano (n. 1956)
- 9 luglio - Vladimir Sal'kov, calciatore e allenatore di calcio sovietico (n. 1937)
- 9 luglio - Lino Sentimenti, calciatore italiano (n. 1929)
- 9 luglio - Gabriella Tucci, soprano italiano (n. 1929)
- 10 luglio - Jack Charlton, calciatore e allenatore di calcio inglese (n. 1935)
- 10 luglio - Miloš Jakeš, politico cecoslovacco (n. 1922)
- 10 luglio - Paik Sun-yup, militare, politico e diplomatico sudcoreano (n. 1920)
- 10 luglio - Olga Tass-Lemhényi, ginnasta ungherese (n. 1929)
- 10 luglio - Ed Wild, cestista canadese (n. 1935)
- 10 luglio - Lara van Ruijven, pattinatrice di short track olandese (n. 1992)
- 11 luglio - Teodosio Barresi, attore italiano (n. 1937)
- 11 luglio - Alain Besseche, schermidore francese (n. 1929)
- 11 luglio - Giorgio Ladu, politico italiano (n. 1942)
- 12 luglio - Hassan Abshir Farah, politico somalo (n. 1945)
- 12 luglio - Judy Dyble, cantante britannica (n. 1949)
- 12 luglio - Nino Garau, partigiano e antifascista italiano (n. 1923)
- 12 luglio - Frank Popper, storico dell'arte ceco (n. 1918)
- 12 luglio - Kelly Preston, attrice e modella statunitense (n. 1962)
- 12 luglio - Wim Suurbier, calciatore e allenatore di calcio olandese (n. 1945)
- 12 luglio - Lajos Szűcs, calciatore ungherese (n. 1943)
- 13 luglio - Domiziano Arcangeli, attore, modello e produttore cinematografico italiano (n. 1966)
- 13 luglio - Moses Costa, arcivescovo cattolico bangladese (n. 1950)
- 13 luglio - Hamed Dahane, calciatore marocchino (n. 1946)
- 13 luglio - Grant Imahara, conduttore televisivo e ingegnere statunitense (n. 1970)
- 13 luglio - Camilo Lorenzo Iglesias, vescovo cattolico spagnolo (n. 1940)
- 13 luglio - Zindzi Mandela, attivista, diplomatica e scrittrice sudafricana (n. 1960)
- 13 luglio - Pat Quinn, calciatore e allenatore di calcio scozzese (n. 1936)
- 13 luglio - Juan Carlos Uder, cestista argentino (n. 1927)
- 14 luglio - Tolulope Arotile, militare nigeriana (n. 1995)
- 14 luglio - Adalet Ağaoğlu, giornalista, scrittrice e drammaturga turca (n. 1929)
- 14 luglio - Mario Deotto, calciatore italiano (n. 1935)
- 14 luglio - Galyn Görg, attrice, showgirl e cantante statunitense (n. 1964)
- 14 luglio - Polad Həşimov, generale azero (n. 1975)
- 14 luglio - İlqar Mirzəyev, militare azero (n. 1973)
- 14 luglio - Enrico Perucconi, velocista italiano (n. 1925)
- 14 luglio - Maurice Roëves, attore britannico (n. 1937)
- 14 luglio - Milan Šášik, vescovo cattolico slovacco (n. 1952)
- 15 luglio - Carlotta Barilli, attrice italiana (n. 1935)
- 15 luglio - Severino Cavalcanti, politico brasiliano (n. 1930)
- 15 luglio - Filippo De Luigi, regista italiano (n. 1938)
- 15 luglio - Paul Fusco, fotografo statunitense (n. 1930)
- 15 luglio - Sibylle Geiger, costumista e scenografa svizzera (n. 1930)
- 15 luglio - Ivar Genesjö, schermidore svedese (n. 1931)
- 15 luglio - Oscar Hugh Lipscomb, arcivescovo cattolico statunitense (n. 1931)
- 15 luglio - Mario Paciolla, giornalista e attivista italiano (n. 1987)
- 15 luglio - Eugenio Scarpellini, vescovo cattolico italiano (n. 1954)
- 15 luglio - Toke Talagi, politico niueano (n. 1960)
- 16 luglio - Vladimir Obuchov, allenatore di pallacanestro sovietico (n. 1935)
- 16 luglio - Jamie Oldaker, batterista statunitense (n. 1951)
- 16 luglio - Phyllis Somerville, attrice statunitense (n. 1943)
- 16 luglio - Víctor Víctor, chitarrista, cantante e compositore dominicano (n. 1948)
- 16 luglio - Delphine Zanga Tsogo, politica, scrittrice e attivista camerunese (n. 1935)
- 17 luglio - Ekaterina Aleksandrovskaja, pattinatrice artistica su ghiaccio russa (n. 2000)
- 17 luglio - Gian Franco Anedda, politico e avvocato italiano (n. 1930)
- 17 luglio - John Byng-Hall, psichiatra britannico (n. 1937)
- 17 luglio - Enrico Ganni, traduttore italiano (n. 1950)
- 17 luglio - Zenon Grocholewski, cardinale e arcivescovo cattolico polacco (n. 1939)
- 17 luglio - Pierfrancesco Grossi, giurista italiano (n. 1934)
- 17 luglio - Derek Ho, surfista statunitense (n. 1964)
- 17 luglio - Zizi Jeanmaire, ballerina, attrice e showgirl francese (n. 1924)
- 17 luglio - John Lewis, politico statunitense (n. 1940)
- 17 luglio - Volodymyr Lozyns'kyj, calciatore e allenatore di calcio sovietico (n. 1955)
- 17 luglio - Silvio Marzolini, calciatore e allenatore di calcio argentino (n. 1940)
- 17 luglio - James Innell Packer, teologo canadese (n. 1926)
- 17 luglio - Ron Tauranac, progettista e imprenditore australiano (n. 1925)
- 18 luglio - Giuseppe Bosich, incisore e pittore italiano (n. 1945)
- 18 luglio - Ali Mirzaei, sollevatore iraniano (n. 1929)
- 18 luglio - Haruma Miura, attore e cantante giapponese (n. 1990)
- 18 luglio - Henrique Soares da Costa, vescovo cattolico brasiliano (n. 1963)
- 18 luglio - Halldóra K. Thoroddsen, scrittrice islandese (n. 1950)
- 18 luglio - Lucio Urtubia, anarchico spagnolo (n. 1931)
- 19 luglio - Biri Biri, calciatore gambiano (n. 1948)
- 19 luglio - Giulia Maria Crespi, imprenditrice e filantropa italiana (n. 1923)
- 19 luglio - Seydou Diarra, politico ivoriano (n. 1933)
- 19 luglio - Juan Marsé, scrittore spagnolo (n. 1933)
- 19 luglio - Lodovico Meneghetti, architetto e urbanista italiano (n. 1926)
- 19 luglio - Giuseppe Ottaviani, atleta italiano (n. 1916)
- 19 luglio - Vladimir Proskurin, calciatore e allenatore di calcio sovietico (n. 1945)
- 19 luglio - Emitt Rhodes, cantautore, polistrumentista e scrittore statunitense (n. 1950)
- 19 luglio - César Salinas, dirigente sportivo boliviano (n. 1962)
- 19 luglio - Nikolaj Tanaev, politico kirghiso (n. 1945)
- 19 luglio - Craig Weatherhill, storico e scrittore britannico (n. 1951)
- 19 luglio - Sultan Hashim Ahmad al-Tai, generale e politico iracheno (n. 1945)
- 20 luglio - Lone Dybkjær, politica danese (n. 1940)
- 20 luglio - Mickey McGee, batterista statunitense (n. 1947)
- 20 luglio - Doug Rogers, judoka canadese (n. 1941)
- 20 luglio - Jorge Villavicencio, politico e chirurgo guatemalteco (n. 1958)
- 21 luglio - Mieko Hirota, cantante giapponese (n. 1947)
- 21 luglio - Germain Kouassi, cestista e allenatore di pallacanestro ivoriano (n. 1937)
- 21 luglio - Maurizio Pieroni, politico italiano (n. 1951)
- 21 luglio - Stanley Robinson, cestista statunitense (n. 1988)
- 21 luglio - Francisco Rodríguez Adrados, linguista, filologo e grecista spagnolo (n. 1922)
- 21 luglio - Annie Ross, cantante e attrice britannica (n. 1930)
- 21 luglio - Luzius Wildhaber, magistrato svizzero (n. 1937)
- 21 luglio - Kansai Yamamoto, stilista giapponese (n. 1944)
- 22 luglio - Dino De Poli, politico italiano (n. 1929)
- 22 luglio - Joan Feynman, astrofisica statunitense (n. 1927)
- 22 luglio - Aleksandr Ivanickij, lottatore sovietico (n. 1937)
- 22 luglio - Luigi Latini De Marchi, regista e sceneggiatore italiano (n. 1927)
- 22 luglio - Bruno Modugno, giornalista, scrittore e regista italiano (n. 1933)
- 22 luglio - Paolo Sassone-Corsi, biologo italiano (n. 1956)
- 23 luglio - Jean Brankart, ciclista su strada e pistard belga (n. 1930)
- 23 luglio - Renzo Fantazzi, calciatore e allenatore di calcio italiano (n. 1942)
- 23 luglio - Alan Garner, calciatore inglese (n. 1951)
- 23 luglio - Pino Manos, pittore, scultore e architetto italiano (n. 1930)
- 23 luglio - Bohuslav Rylich, cestista cecoslovacco (n. 1934)
- 23 luglio - Jacqueline Scott, attrice statunitense (n. 1931)
- 23 luglio - Sérgio Ricardo, cantante, compositore e regista brasiliano (n. 1932)
- 23 luglio - Sergio Vatta, calciatore, allenatore di calcio e dirigente sportivo italiano (n. 1937)
- 24 luglio - Nina Aleksandrovna Andreeva, chimica e politica sovietica (n. 1938)
- 24 luglio - Maurizio Calvesi, saggista, storico dell'arte e funzionario italiano (n. 1927)
- 24 luglio - Roberto Draghetti, doppiatore e direttore del doppiaggio italiano (n. 1960)
- 24 luglio - Ben Jipcho, mezzofondista e siepista keniota (n. 1943)
- 24 luglio - Benjamin Mkapa, politico tanzaniano (n. 1938)
- 24 luglio - Bernard Mohlalisi, arcivescovo cattolico lesothiano (n. 1933)
- 24 luglio - Amala Shankar, ballerina e attrice indiana (n. 1919)
- 25 luglio - Bruno Candé, attore portoghese (n. 1980)
- 25 luglio - Peter Green, chitarrista e cantante britannico (n. 1946)
- 25 luglio - Lou Henson, allenatore di pallacanestro statunitense (n. 1932)
- 25 luglio - Giulio Maceratini, politico italiano (n. 1938)
- 25 luglio - Regis Philbin, conduttore televisivo, comico e cantante statunitense (n. 1931)
- 25 luglio - Virgil Riley, cestista statunitense (n. 1934)
- 25 luglio - John Saxon, attore statunitense (n. 1936)
- 25 luglio - Luciano Fabio Stirati, politico italiano (n. 1922)
- 26 luglio - Alison Fiske, attrice britannica (n. 1943)
- 26 luglio - Claudia Giannotti, attrice italiana (n. 1937)
- 26 luglio - Olivia de Havilland, attrice britannica (n. 1916)
- 26 luglio - Hans-Jochen Vogel, politico e avvocato tedesco (n. 1926)
- 27 luglio - Owen Arthur, politico barbadiano (n. 1949)
- 27 luglio - Khalil Taha, lottatore libanese (n. 1932)
- 27 luglio - Gianrico Tedeschi, attore e doppiatore italiano (n. 1920)
- 28 luglio - Aleksandr Aksinin, velocista sovietico (n. 1954)
- 28 luglio - Junrey Balawing, filippino (n. 1993)
- 28 luglio - František Bragagnola, calciatore cecoslovacco (n. 1927)
- 28 luglio - Angelo Carossino, politico italiano (n. 1929)
- 28 luglio - Bent Fabric, pianista e compositore danese (n. 1924)
- 28 luglio - Gisèle Halimi, avvocata e politica francese (n. 1927)
- 28 luglio - Joseph Moingt, presbitero e teologo francese (n. 1915)
- 29 luglio - Albin Chalandon, funzionario, banchiere e politico francese (n. 1920)
- 29 luglio - Andy Haden, rugbista a 15 neozelandese (n. 1950)
- 29 luglio - Carlos Insaurralde, cestista paraguaiano (n. 1937)
- 29 luglio - Joe Kernan, politico e imprenditore statunitense (n. 1946)
- 29 luglio - Norberto Oliosi, velocista italiano (n. 1945)
- 29 luglio - Perence Shiri, politico e generale zimbabwese (n. 1955)
- 29 luglio - Giorgio Todde, scrittore e medico italiano (n. 1951)
- 29 luglio - Don Townsend, calciatore inglese (n. 1930)
- 30 luglio - Herman Cain, politico, imprenditore e conduttore radiofonico statunitense (n. 1945)
- 30 luglio - Mike Gale, cestista statunitense (n. 1950)
- 30 luglio - Pino Grioni, pittore, scultore e ceramista italiano (n. 1932)
- 30 luglio - Lee Teng-hui, politico taiwanese (n. 1923)
- 30 luglio - Mark Rocco, wrestler britannico (n. 1951)
- 31 luglio - Dominique Aulanier, calciatore francese (n. 1973)
- 31 luglio - Giulio Lazzarini, politico italiano (n. 1927)
- 31 luglio - Alan Parker, regista, sceneggiatore e produttore cinematografico britannico (n. 1944)
- 31 luglio - Stephen Tataw, calciatore camerunese (n. 1963)